# Singly na prvním místě v roce 1988 (USA)
Jedničky americké hitparády Hot 100 za rok 1988 podle časopisu Billboard.
| Datum vydání | Skladba                                 | Interpret                            |
| 2. leden     | Faith                                   | George Michael                       |
| 9. leden     | So Emotional                            | Whitney Houston                      |
| 16. leden    | Got My Mind Set on You                  | George Harrison                      |
| 23. leden    | The Way You Make Me Feel                | Michael Jackson                      |
| 30. leden    | Need You Tonight                        | INXS                                 |
| 6. únor      | Could've Been                           | Tiffany                              |
| 13. únor     | Could've Been                           | Tiffany                              |
| 20. únor     | Seasons Change                          | Exposé                               |
| 27. únor     | Father Figure                           | George Michael                       |
| 5. březen    | Father Figure                           | George Michael                       |
| 12. březen   | Never Gonna Give You Up                 | Rick Astley                          |
| 19. březen   | Never Gonna Give You Up                 | Rick Astley                          |
| 26. březen   | Man in the Mirror                       | Michael Jackson                      |
| 2. duben     | Man in the Mirror                       | Michael Jackson                      |
| 9. duben     | Get Outta My Dreams, Get Into My Car    | Billy Ocean                          |
| 16. duben    | Get Outta My Dreams, Get Into My Car    | Billy Ocean                          |
| 23. duben    | Where Do Broken Hearts Go               | Whitney Houston                      |
| 30. duben    | Where Do Broken Hearts Go               | Whitney Houston                      |
| 7. květen    | Wishing Well                            | Terence Trent D'Arby                 |
| 14. květen   | Anything for You                        | Gloria Estefan & Miami Sound Machine |
| 21. květen   | Anything for You                        | Gloria Estefan & Miami Sound Machine |
| 28. květen   | One More Try                            | George Michael                       |
| 4. červen    | One More Try                            | George Michael                       |
| 11. červen   | One More Try                            | George Michael                       |
| 18. červen   | Together Forever                        | Rick Astley                          |
| 25. červen   | Foolish Beat                            | Debbie Gibson                        |
| 2. červenec  | Dirty Diana                             | Michael Jackson                      |
| 9. červenec  | The Flame                               | Cheap Trick                          |
| 16. červenec | The Flame                               | Cheap Trick                          |
| 23. červenec | Hold on to the Nights                   | Richard Marx                         |
| 30. červenec | Roll With It                            | Steve Winwood                        |
| 6. srpen     | Roll With It                            | Steve Winwood                        |
| 13. srpen    | Roll With It                            | Steve Winwood                        |
| 20. srpen    | Roll With It                            | Steve Winwood                        |
| 27. srpen    | Monkey                                  | George Michael                       |
| 3. září      | Monkey                                  | George Michael                       |
| 10. září     | Sweet Child o' Mine                     | Guns N' Roses                        |
| 17. září     | Sweet Child o' Mine                     | Guns N' Roses                        |
| 24. září     | Don't Worry, Be Happy                   | Bobby McFerrin                       |
| 1. říjen     | Don't Worry, Be Happy                   | Bobby McFerrin                       |
| 8. říjen     | Love Bites                              | Def Leppard                          |
| 15. říjen    | Red Red Wine                            | UB40                                 |
| 22. říjen    | Groovy Kind of Love                     | Phil Collins                         |
| 29. říjen    | Groovy Kind of Love                     | Phil Collins                         |
| 5. listopad  | Kokomo                                  | The Beach Boys                       |
| 12. listopad | Wild, Wild West                         | The Escape Club                      |
| 19. listopad | Bad Medicine                            | Bon Jovi                             |
| 26. listopad | Bad Medicine                            | Bon Jovi                             |
| 3. prosinec  | Baby, I Love Your Way / Freebird Medley | Will to Power                        |
| 10. prosinec | Look Away                               | Chicago                              |
| 17. prosinec | Look Away                               | Chicago                              |
| 24. prosinec | Every Rose Has Its Thorn                | Poison                               |
| 31. prosinec | Every Rose Has Its Thorn                | Poison                               |